# Дейвис, Джон (мореплаватель)
Джон Де́йвис (англ. John Davis; ок. 1550, Сэндридж, Сток-Габриэль, Девон, Англия — 29 декабря 1605, Бинтан, Индонезия) — английский мореплаватель времён королевы Елизаветы I. Он возглавлял несколько экспедиций с целью открытия Северо-Западного прохода и служил лоцманом и капитаном в голландских и английских плаваниях в Ост-Индию. Его имя носит пролив между Гренландией и Канадой.

## Биография
Джон Дeйвис родился в приходе Сток-Габриэль в Девоне около 1550 года. Среди его соседей детства были Адриан Гилберт и Хeмфри Гилберт, а также их сводный брат Уолтер Рэли. Также с ранних лет он дружил с Джоном Ди.
В 1583 году Дейвис предложил секретарю королевы Фрэнсису Уолсингему план экспедиции с целью поиска Северо-Западного прохода, на что получил согласие и финансирование два года спустя, в 1585 году. 7 июня этого же года он отплыл из Дартмута в свое первое плавание. Командуя кораблями «Саншайн» (Sunshine) и «Мунлайт» (Moonlight), он достиг Гренландии, пересек пролив, который впоследствии будет носить его имя, открыл остров Камберленд и дошёл до юго-восточной части Баффиновой Земли. 30 сентября 1585 года он вернулся в Англию. В 1586 году, 7 мая, на кораблях «Мермейд» (Mermayde) и «Норт Старр» (North Starre), Дейвис достиг 67° северной широты, после чего повернул обратно.
19 мая 1587 года он вновь отправился в плавание на трёх кораблях, достиг 72° 12′ широты, исследовал Баффинову Землю, начало Гудзонова пролива и прошел мимо Ньюфаундленда. Были проведены многочисленные картографические исследования и установлены первые контакты с эскимосами. Дневник этой экспедиции стал образцом для последующих путешествий, а карты были включены в планисферы и глобусы того времени, например, Райта и Молинье.
Затем Дейвис присоединился ко второму кругосветному путешествию Томаса Кэвендиша, получив полную автономию после прохождения через Магелланов пролив. В августе 1592 года прошел мимо Фолклендских островов. Результаты этой экспедиции были признаны незначительными.
С 1598 по 1600 год служил лоцманом в голландской экспедиции в Индию, организатором которой выступила Английская Ост-Индская компания, а затем стал её главным лоцманом. В 1604 году принял участие в экспедиции сэра Эдварда Михельборна и нанес на карту побережье Суматры.
27 декабря 1605 года во время осмотра захваченного японского пиратского корабля недалеко от Паттани (побережье Малакки) был смертельно ранен одним из пленных пиратов и скончался через два дня, 29 декабря 1605 года.

## Личная жизнь
29 сентября 1582 года Дейвис женился на Фэйт Фулфорд, дочери сэра Джона Фулфорда, верховного шерифа Девона, и Дороти Буршье, дочери графа Бата. У них было четыре сына и дочь.

## Публикации и изобретения
Исследования Дейвиса в Арктике были опубликованы Ричардом Хаклюйтом и нанесены на его карту мира. Сам Дейвис в 1594 году опубликовал ценный трактат по практической навигации под названием «Секреты моряка» (The Seaman’s Secrets) и затем, в 1595 году, более теоретический труд «Гидрографическое описание мира» (The World’s Hydrographical Description). Отчет о последнем плавании Дейвиса был написан Эдвардом Михельборном по его возвращении в Англию в 1606 г.
Изобретенные им бакштаг и двойной квадрант (названный в его честь квадрантом Дейвиса) оставались популярными среди английских моряков еще долгое время после появления октанта.